# Енди Олд
Ендру Олд (26. јануар 1900 — 6. децембар 1977) био је шкотски и амерички фудбалер, који је већину своје професионалне каријере провео у америчкој фудбалској лиги и то на позицији везног играча и нападача. С репрезентацијом Сједињених Држава освојио је пет титула, од којих три са Светског првенства 1930. године. Изабран је у Националну фудбалску кућу славних 1986. године. 

## Рана каријера
Олд је своју фудбалску каријеру започео са шкотским клубом Stevenston 1911. године, када му је било једанаест година. Остао је са клубом све док није отишао у војску. Његова служба трајала је током Првог светског рата,, и до 1919. Када је напустио војску, придружио се клубу Ardeer Thistle где је остао три године, све док није прешао у клуб из Глазова Parkhead 1921. године. 1923. емигрирао је у Сједињене Државе, у Гилеспи (Илиноис). Живот у САД-у није одговарао Олду и он је одлучио да се врати у Шкотску; међутим, на путу се зауставио да посети своју сестру која је живела у Најагара Фолс у Њујорку. Док је био тамо, играо је фудбал, а током утакмице, посматрач за клуб Providence из америчке фудбалске лиге American Soccer League (1921–1933) га је видео и после утакмице убедио да потпише уговор. У то време, АСЛ је била једна од најплаћенијих и најконкурентнијих фудбалских лига на свету. 

## Америчка лига
Олд ји провео шест сезона са Providence-ом, одиграо је 277 утакмица. 1928. године клуб се преименовао у Gold Bugs. 1930. конзорцијум бизнисмена из Фол Ривера, Масачусетс, купио је клуб и преселио га у тај град, преименовавши га у тим Fall River. Олд је одиграо десет утакмица током пролећне сезоне 1931. пре него што је прешао у Pawtucket Rangers за преосталих осам утакмица пролећне сезоне 1931. Када је прва америчка фудбалска лига пропала 1933, Pawtucket Rangers су прешли у New England Division друге америчке фудбалске лиге за сезону 1933-1934. 1934. придружио се Newark Portuguese, полупрофесионалном тиму. Међутим, провео је само две године са клубом и повукао се из фудбала 1935. године. 

## Национални тим
Мада је Олд имао одличну професионалну каријеру, најпознатији је као члан репрезентације Сједињених Држава који је 1930. године на ФИФА Светском првенству заузео треће место. Олд је своју прву победу са репрезентацијом освојио 6. новембра 1926. победом над Канадом, 6-1. Олд је у својој дебитантској утакмици постигао два гола, своја једина два са репрезентацијом. Олд није играо поново са репрезентацијом САД све до прве утакмице Светског првенства. Потом је одиграо наредна два меча до полуфинала који су изгубили од Аргентине у нарочито напорној физичкој игри. Неколико америчких играча је повређено, а тим је завршио са само осам најбољих играча на терену. Сам Олд је у првом полувремену повређен у уста. Како замене тада нису биле дозвољене, Олд је остатак утакмице играо са крпом у устима да заустави крварење. Након турнира, репрезентација САД је отпутовала у Бразил, где су Олд и његови саиграчи изгубили са 4:3. То му је била последња утакмица са репрезентацијом. 
Након што се повукао са професионалног играња, Олд је зарађивао за живот пословима са лимом. Умро је у Роуд Ајланду 6. децембра 1977. 1986. године уврштен је у Националну фудбалску кућу славних.